# JRカード
JRカード（英語: JR CARD）は、北海道旅客鉄道（JR北海道）・東日本旅客鉄道（JR東日本）・東海旅客鉄道（JR東海）・西日本旅客鉄道（JR西日本）・四国旅客鉄道（JR四国）・九州旅客鉄道（JR九州）とクレジットカード各社が提携し発行するクレジットカードである。JRカード事務局は、JR東日本本社ビル内にある。

## 概要
JR旅客鉄道会社のみどりの窓口・旅行センター・自動券売機で乗車券類を購入する事が出来る。
国鉄分割民営化に伴い、現在の名称に変更し、JR旅客鉄道会社が共同商品として継承した。しかし、後にJR四国以外の5社は自社のハウスカードを発行し（西日本と北海道はその後申込受付を停止したが、西日本は2006年、北海道は2010年に再度参入）、また、1990年代後半から各JR旅客鉄道会社とも国際ブランドのクレジットカードの取扱を開始したため、みどりの窓口で唯一使えるクレジットカードとしての優位性は失われている。

## 現行カード
現存するJRカードは、次の各ブランドで発行されている。
- JCB （JCBグループ）
- Visa （VJAグループ）
- Mastercard （VJAグループ）
- UC （UCカードグループ及びクレディセゾン）
- DC （DCカードグループ）
- MUFG （MUFGカードグループ）
- NICOS （三菱UFJニコス）

なお、JR時刻表（交通新聞社）には、2023年7月現在でJCB・UC・三菱UFJニコス（MUFG・DC・NICOS）は新規会員の募集を行っていない（既存会員の更新のみ継続している）旨の記載がある。
VJAグループでは、三井住友カードが新規の申込を受け付けている。長らく郵送で申込書を取り寄せる必要があったが、2024年10月から三井住友カードの公式サイトでも申し込みができるようになった。同社以外では、りそなカードや北国クレジットサービスがある。三井住友トラスト・カード及びスルガカードは新規の申込を受け付けていない。

## JNRカード
国鉄時代の1985年（昭和60年）に当時の有力クレジットカード会社8グループ45社との提携により発行されたJNRカードを起源とする。8グループは以下の通り。
- ジェーシービーおよびJCBグループ各社
- ユニオンクレジット[7]およびUCグループ各社
- ダイヤモンドクレジット[8]およびDCカードグループ各社
- 住友クレジットサービス[9]およびVISAジャパン協会各社[10]
- ミリオンカード[8]およびmcカードグループ各社
- バンクカードサービス[11]およびバンクカード事業参加各社
- 協同クレジットサービス[12]
- 日本信販[13]

JNRカードは1985年8月23日より全国の主要駅のみどりの窓口で試験的に取扱を開始した。会員募集は同年7月1日より開始。当初は関東・関西地区でのみ募集していたが、翌年には本格実施し、全国で会員を募集した。

## 特徴
- 2020年3月31日まではみどりの窓口で切符を購入する際、サインは不要で、キーパッドにより暗証番号を入力する方式。（2020年4月1日よりみどりの窓口においてすべてのクレジットカードの認証方式がサインから暗証番号を入力する方式に変更となった。）
- JRカードで購入した乗車券類（他社で発売されない特別企画乗車券等を除く）を全国のJRカード取扱窓口で変更・払戻できる（他社窓口で申請した際の「払いもどし申し出」などが不要）[14]。
- JRホテルグループでチェックイン時に提示すると、基本料金が1割引になる。
- 駅レンタカーの営業所で提示すると、基本料金が1割引になる。
- JR各社で使える「オレンジカード」（2012年度まで販売）がみどりの窓口で購入できた[15]。

### EXサービスに関する取扱
JRカードは、JR東海・JR西日本・JR九州が提供するエクスプレス予約のプラスEX会員として登録する事が出来ない。この為、JRカードの会員がJR東海・JR西日本・JR九州が提供するEXサービスを利用するには、JR東海・JR西日本・JR九州が提供するスマートEXに限られる（国際ブランドを付帯していないカードを除く）。

### 乗車券類に関する取扱

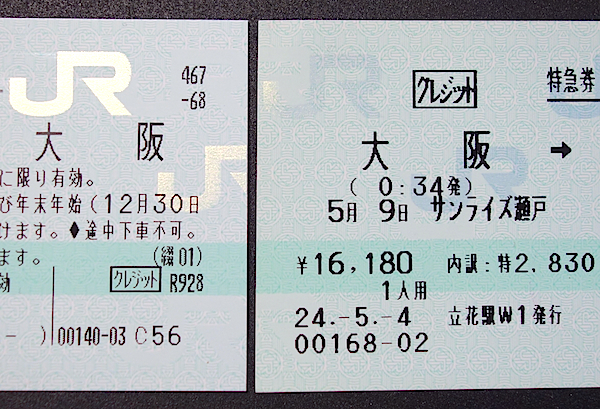
「クレジット」表示

2020年4月1日にJRカード会員特約（個人会員・法人会員）が改訂され、サービスが変更された。これに合わせて、同日以降にJRカードで購入された乗車券類は、券面の表示が「クレジット」から「C制」に変更された。この結果、一般のクレジットカードで購入された乗車券類（同日以降にJRカードで購入された乗車券類と同様に券面に「C制」と表示される）とは見た目上の区別はなくなった。

#### 2020年3月31日までの取扱
JRカードを利用して、みどりの窓口や券売機で購入したきっぷの券面には「クレジット」と表示され、一般のクレジットカードで購入したきっぷと区別される（一般のクレジットカードでは「C制」と表示され、購入したJR旅客会社や旅行会社以外では変更や払戻が制限される）。ただし、JR西日本が行なっている予約サービス（5489サービス）で、JRカードで決済をした場合は、システム上一般カード（国際ブランド）としての扱いになり（この関係上NICOS JRカードの国内専用カードは使用できない）、「C制」と印字されて発券される（変更や払戻の扱いも一般カードと同等に制限される）。
一般のクレジットカードと同様に払戻の際には購入したJRカードが必要。ない場合や取扱不可の窓口、やむをえず車内で取扱う場合などは払戻証明を受けることで、その時刻に払戻したのと同じ扱いとなる。実際の払戻（返金）手続は元の発売日から1年以内に取扱窓口に証明済きっぷと購入したJRカードを持参して行う必要がある。